# 2019年アフガニスタン大統領選挙
2019年アフガニスタン大統領選挙（2019ねんアフガニスタンだいとうりょうせんきょ、パシュトー語: د افغانستان د ۲۰۱۹ کال ولسمشریزې ټاکنې）は、2019年9月28日にアフガニスタン・イスラーム共和国で行われた大統領の選挙である。
2019年9月28日に第1回投票が行われた。

## 概要
2018年11月、アフガニスタンに関するジュネーブ閣僚級会合が行われ、「2018年の下院選挙の経験を踏まえ，2019年の大統領選挙を含む今後の選挙プロセスの準備を進める」ことを決めた。同日、独立選挙委員会はアシュラフ・ガニー大統領とアブドラ・アブドラ行政長官の国家統一政府（NUG）の任期が2019年5月に終了するため、大統領選挙を2019年4月20日に行うと発表した。しかし12月、独立選挙委員会は下院議員選挙の混乱やターリバーンとの和平交渉を考慮し、2019年7月20日に選挙を延期した。2019年2月、独立選挙委員会が18人の立候補者を発表したが、2018年の下院議員選挙の結果を未だに確定できない独立選挙委員会に対する不信が高まった。同月、ガニー大統領が選挙法を改正して独立選挙委員会の全委員を解任し、大統領候補による投票によって新委員を選出した。またこの頃、ガニー大統領やアメリカ合衆国のザルメイ・ハリルザド特別代表は選挙前にターリバーンとの間で和平協定を締結したいと考えていた。3月、ガニー大統領が独立選挙委員会の委員を承認し、委員長にハワ・アラム・ヌーリスタニ（Hawa Alam Nuristani）を選出した。ハワ委員長は元下院議員でテレビ番組の司会者などを務める女性である。同月、独立選挙委員会は下院議員選挙で使用したドイツのダーマログ社製（Dermalog）の生体認証端末を大統領選挙でも使用することにした。また独立選挙委員会は選挙の実施を9月28日に延期し、州議会選挙と郡議会選挙を同時に行うと発表した。4月、独立選挙委員会は州議会選挙と郡議会選挙を含めた選挙費用として2億700万ドルを計上したが、国連アフガニスタン支援ミッション代表の山本忠通などが大統領選挙の確実な実施のために地方選挙の同日実施に反対した。5月、独立選挙委員会は州議会選挙と郡議会選挙の実施を翌年に延期し、大統領選挙のみを行うと発表した。同月、ターリバーンとの和平を話し合う国民大会議（ロヤ・ジルガ）が開催され、3200人が集まってターリバーンに停戦を呼び掛けたが、ターリバーンに拒否された。6月8日に有権者登録が開始され、7月28日に選挙運動が解禁された。同日、ガニー大統領の副大統領候補であるアムルッラー・サレーの選挙事務所で爆弾が爆発し、アムルッラー候補が負傷した。8月、ターリバーンは市民に対して選挙集会は攻撃対象になるため参加を控えるように呼び掛けた。同月、ムハンマド・ハニーフ・アトマル候補が選挙戦から撤退し、選挙日までに合計5人の候補が選挙戦から撤退した。9月1日、ターリバーンとアメリカ合衆国の和平交渉が大詰めを迎えた。しかし交渉のさ中、カブールで自爆テロがあり米兵が死亡した。トランプ大統領は交渉中の攻撃を問題視し、9月7日に「和平交渉は死んだ」と表明し、キャンプ・デービッドで予定されていたターリバーンとの秘密会談を取りやめた。一説によるとトランプ大統領はターリバーンと協定を結んでも、現場指揮官が従うかどうか分からないと考えていると言う。9月17日、ガニー大統領が出席するパルヴァーン州の選挙集会をターリバーンが攻撃して多数の死傷者が出た。

## 候補者

### 立候補者
18人が立候補したが、選挙日までに5人の候補が選挙戦から撤退した。
- アシュラフ・ガニー・アフマドザイ - 現大統領
- アブドラ・アブドラ（アブドッラー・アブドッラー） - 行政長官（首相に相当）
- グルブッディーン・ヘクマティヤール - 元首相
- Rahmatullah Nabil - 政治家
- Noorullah Jalili
- Faramarz Tamanna - 政治家、アフガニスタン大学学長
- Ahmad Wali Massoud - アフマド・シャー・マスードの兄弟
- Noor Rahman Liwal
- Mohammad Shohab Hakimi
- Mohammad Hakim Tursun
- アブドゥル・ラティフ・ペドラム - 下院議員
- Enayatullah Hafiz
- Pohand Professor Dr Ghulam Faruq Nejrabi

### 選挙戦から撤退した立候補者
- ムハンマド・ハニーフ・アトマル -元内務大臣
- ヌルルハク・オリュミ - アフガニスタン国民統一党党首
- シャイダ・モハンマド・アブダリ - インド大使
- ザルマイ・ラスール -元外務大臣
- モハマド・イブラヒム・アロコザイ（Mohammad Ibrahim Alokozai）

## 選挙実施
選挙資格のある約1200万人のうち、約960万人が有権者登録を行った。2万6580か所の投票所が設けられ、警備の治安軍は7万2000人に及んだ。9月28日午前7時、ターリバーンの攻撃により市中が騒然とする中で34州で投票が始まった。投票は15時までの予定だったが、17時まで延長された。

## 投票数
独立選挙委員会によると約260万人が投票を行った。2014年の大統領選挙（約660万人）や2018年の下院議員選挙（約420万人）と比べると投票数は非常に少なかった。

## 民間人の被害
国連アフガニスタン支援ミッション（UNAMA)によると、有権者登録を開始した6月8日から選挙日前日の9月27日までの民間人の死傷者は死亡57人・負傷123人の合計180人だった。被害者の大半は7月28日のカブールや9月17日のパルヴァーン州の自爆テロであり、150人以上が死傷した。
選挙日の28日の死傷者は死亡85人・負傷373人の合計458人に及び、うち民間人の死傷者は死亡28人・負傷249人の合計277人だった。ターリバーンは投票を妨害するために、投票所から遠く離れた市街地を無差別に攻撃し、多くの女性や子供を殺害した。一方、イスラム国（ISIS-K）は攻撃を行わなかったようである。多くの死傷者が出たものの、2018年の下院議員選挙の死傷者数（931人）と比べると民間人の死傷者は約半分だった。

## 選挙結果

### 開票
10月、独立選挙委員会は第1回投票の結果発表が遅れると発表し、その後11月14日に発表すると発表した。独立選挙委員会によると全国から回収した生体認証端末から投票データをサーバーに移転しているが、サーバーに対してクラッキングが行われた為に作業に遅延が出ていると言う。また生体認証端末に記録された得票のうち13万票がシステムにより隔離された原因をダーマログ社が調査した所、投票所の係員の誤操作によるものと判明した。11月、アブドラ行政長官の選挙チームは投票の中にはサーバーで隔離されている票（13万7630票）、選挙日以外に投票された票（10万2012票）、生体認証を使用せずに投票された票、同じ写真を使いまわしたり、写真の中に写っている写真で本人確認をした票、紛失したはずの生体認証端末やメモリカードを使用して投票した票（約7万票）などの不正投票が含まれており、不正投票の数は30万票に達すると断じた。同月14日、独立選挙委員会は予定されていた発表を延期した。ハマ委員長によると、独立選挙委員会は2万6580か所中8494投票所（約32％）の票の数えなおしを行おうとしているが、候補者の大半（10人）が反対している。候補者たちは特に怪しい約8000か所の投票所の票を得票として加算しないように求め、数えなおしの前に不正票を除去するように要求し、15州で票の数えなおしを拒否した。しかし独立選挙委員会は票を数えなおし得票として扱う方針を変えなかった。12月に入っても独立選挙委員会と候補者たちの折り合いはつかず、34州中7州の票の数えなおしが中断したままだった。

### 結果の確定と混乱
2019年12月22日、独立選挙委員会は投票結果を発表した。ガニーの得票率は50.64％、アブドラの得票率は39.52％だった。2020年2月18日、独立選挙委員会はアブドラの異議を認めず、暫定結果のとおり過半数を超えたガニーの再選が確定した。しかしアブドラは納得せず、3月9日ガニーとアブドラがそれぞれ大統領就任を宣言した。3月24日、アメリカ合衆国のマイク・ポンペオ国務長官がカブールを訪問し、ガニーとアブドラの仲裁に当たったが上手く行かなかった。5月17日にガニーとアブドラは新政権樹立で合意し、権限を両者で分け合うこととしたほか、アブドラは新設される国家和解高等評議会の議長に就任し、ターリバーンとの和平交渉を主導することとなった。